# دوست خیالی (فیلم)
دوست خیالی (به انگلیسی: Imaginary Friend) یک تله‌فیلم تولید شبکهٔ لایف‌تایم و محصول سال ۲۰۱۲ است. لیسی چابرت، ایتان امبری، آماندا شول و تد مک‌گینلی در آن ایفای نقش کرده‌اند.